# Голем гьол
Голем гьол или Караниколско езеро (на македонска литературна норма: Голем Ѓол, Караниколичко Езеро) е ледниково езеро в планината Шар, Република Македония. Разположено е край връх Караникола, на надморска височина от 2180 m. Близо до него се намира друго ледниково езеро - Мал гьол. От Голем гьол изтича Караниколската река.
Басейнът на езерото има елипсовидна форма. Има дължина от 290 метра и ширина от 115 метра. Общият му обем е 675 метра и е с площ от 26 240 m2. Голем гьол е от най-дълбоките със своите 5,60 метра. Най-високо ниво на водата езерото има през пролетта.